# 神室ダム
神室ダム（かむろダム）は、山形県最上郡金山町有屋、一級水系 最上川水系金山川上流部に建設されたダムである。

## 建設の経緯
金山川は、最上川水系鮭川の上流にあたり、「東北のミニアルプス」とも呼ばれる神室連峰の主峰、神室山を源流とする。最上地方は日本有数の豪雪地帯であり、最上地方を流れる川は流量が多いため、洪水になりやすい。金山川が注ぐ鮭川では、何度も堤防決壊･低地への浸水が、融雪時や集中豪雨の際に発生しており、そのたびに交通の遮断、農地への浸水による農作物の被害が起こっていた。金山川流域でも、1974年7月には、集中豪雨で浸水家屋99世帯、4億5000万円の被害、翌1975年8月にも浸水家屋60世帯、農地冠水500ha、5億円の被害が発生した。
鮭川水系では、その対策として洪水調節と水力発電を主目的として、真室川町の鮭川本川上流部に高坂ダムを建設し、1967年に竣工させたが、鮭川へのダム建設だけでは治水対策としては不十分であり、引き続いて金山川上流にもダムを建設することが計画され、加えて、周辺自治体への上水道供給も行う多目的ダムとして、1977年に建設が始まり、1993年に竣工した。
なお、神室ダムは、金山町に建設されたことから、当初事業名を「金山ダム」としたが、北海道空知郡南富良野町に、すでに金山ダムがあったことから、混同を防ぐために事業途中に、名称が神室ダムに変更された。
建設箇所は国有林であり、移転家屋はなかった。

## 目的
ダムの目的は、洪水調節、農地防災、不特定用水、河川維持用水、上水道用水の5つである。このうち、洪水調節・農地防災については、水流量を自然調節方式により調節し、金山川流域への洪水被害の発生を防止する。
不特定用水については、同じ金山町内にある東北農政局管理の「枡沢ダム」と合わせて水源とし、最上地方北部を中心とする広い地域に農業用水として供給している。
上水道については、新庄市、真室川町、金山町の1市2町の水源として使われている。新庄市は、1966年に山形県内で初めて消雪道路を設置し、市内に消雪道路網を整備していったが、消雪には膨大な水が必要であり、これまで上水道の水源として利用していた泉田川伏流水だけでは賄えないようになった（実際に、取水量が増えて以降、泉田川は水無川となってしまった）。神室ダムの完成後は、泉田川と神室ダムの2つの水源を生活用水の水源とし、消雪道路や、近年整備されている流雪溝の水源については、さらに、地下水、最上川から取水し新庄市南部を中心に供給している農業用水である「新庄用水」の不特定用水と合わせて供給している。

## ダムサイト
神室ダムの人造湖は「神室湖」と呼ばれている。神室ダムの管理事務所そばには公園が整備されている。
ダムの周囲には道路が整備されており、途中まで車を乗り入れることができる。湖上には神室大橋が架けられており、神室大橋を渡ったところで道が二股に分かれている。右折すると、神室山の山形県側の代表的な登山口「有屋口」、左折すると雄勝峠が整備されるまでは出羽国のメインルートであった「有屋峠」越えの登山口へと到る（神室ダムへのアクセス路は秋田県道・山形県道73号雄勝金山線であるが、山形県道73号雄勝金山線は神室ダムサイトで切れており、ここから先は未開通区間となっている）。
神室ダムの上流及び下流は渓流釣りのポイントとなっており、カジカ、ヤマメ、イワナなどを釣ることができる。

## 参考資料
- 第9回最上川水系流域委員会 配付資料一覧
- ダムの書誌あれこれ（43）～山形県のダム〔中〕（蔵王、寒河江、白水川、新鶴子、神室、田沢川）～